# 1705年司法行政法令
《1705年司法行政法令》（英語：Administration of Justice Act 1705；4 & 5 Anne c 3），詳題爲《法律修訂及公義促進法令》（An Act for the amendment of the Law and the better Advancement of Justice），是英格蘭國會的一項法令。
根據《1965年司法行政法令》第34(1)條及附表2，整部法令不再有效。

## 第12條
本條已由《1948年成文法編正法令》第1條及附表1廢除。

## 第13條
本條已由《1948年成文法編正法令》第1條及附表1廢除。

## 第24條
本條由「from and after」起至「Trinity term」止的字句及「and all the statutes of jeofails」的字句由《1948年成文法編正法令》的第1條及附表1廢除。